# Ulica Podwale w Warszawie

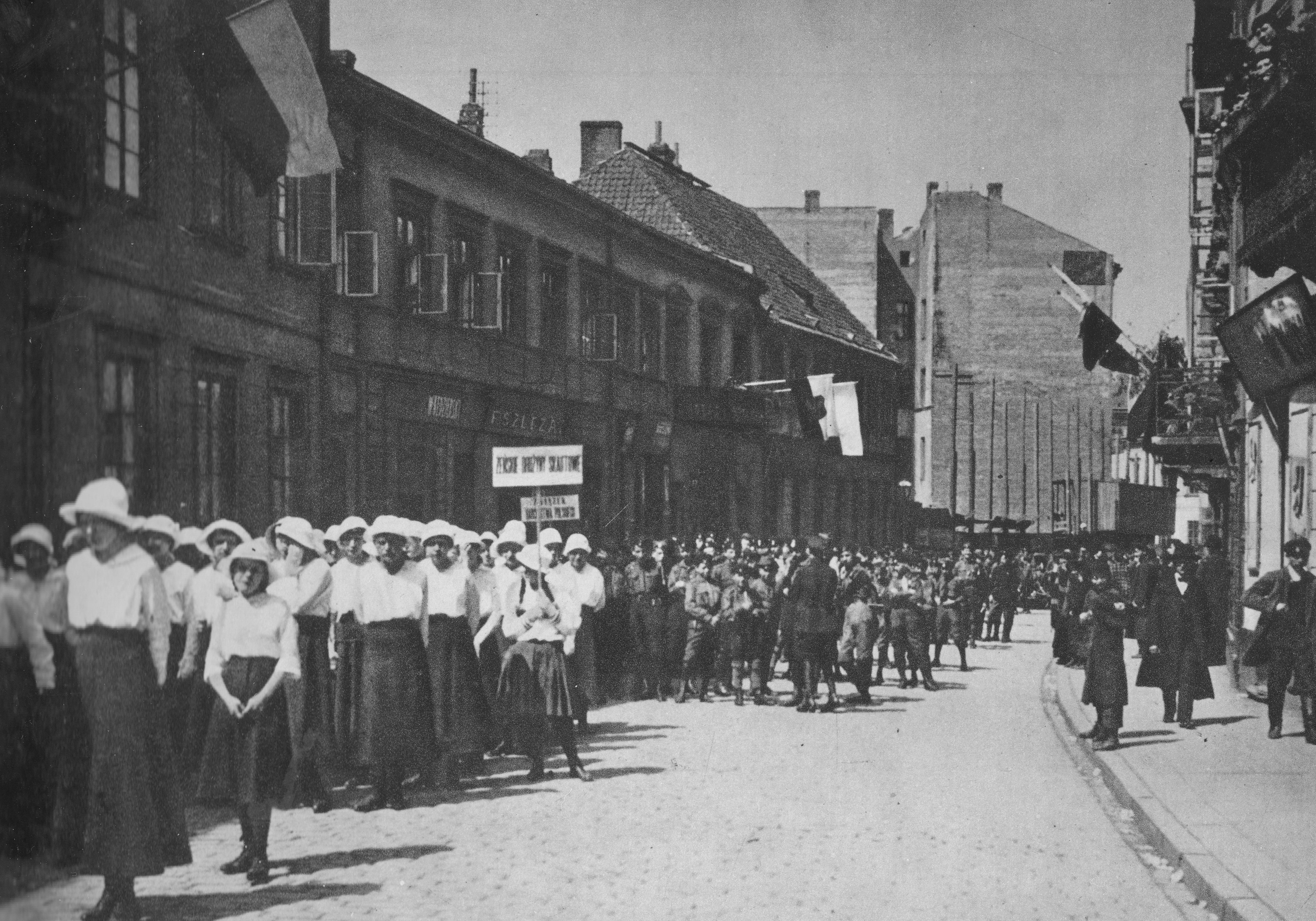
Ulica w 1916

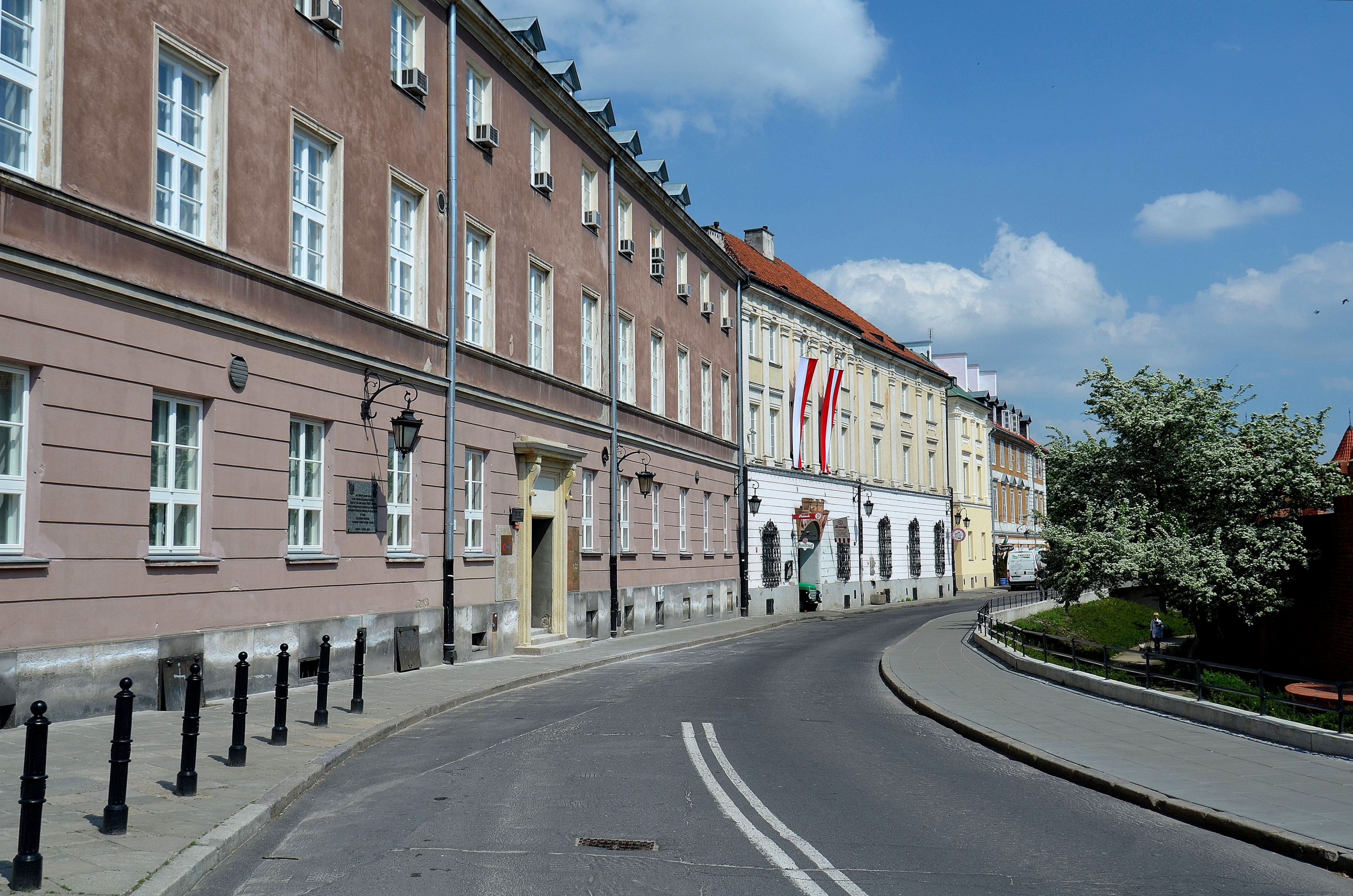
Ulica Podwale przy Kilińskiego, pierwszy budynek z lewej – oficyna pałacu Raczyńskich (nr 23)

Ulica Podwale – ulica w śródmieściu Warszawy.

## Historia
Biegnąca łukiem ulica powstała u stóp murów miejskich i fosy otaczających Stare Miasto. Początkowo zwana była ulicą Zawalną. Obecna nazwa również nawiązuje do położenia ulicy przy dawnych wałach miejskich.
W miarę powiększania się miasta budowane tu były kamienice bogatszych mieszczan i arystokracji, stopniowo opuszczających panującą wewnątrz murów ciasnotę. W XVIII wieku przy Podwalu znajdowało się 5 pałaców, 11 kamienic, 19 domów mieszczan, 2 dworki, stajnie, jatki, szpital miejski oraz kilka kantorów bankierskich. Z czasem jednak prestiż ulicy spadł i zapełniła się ona ścisłą zabudową, w którą włączone były historyczne mury. 
W 1881 ulicą poprowadzono linię tramwaju konnego.
W kwietniu 1922 w kamienicy pod numerem 15 otwarto Muzeum Wojska.
Do 1944 ulica po obu stronach była zabudowana kamienicami.
W czasie powstania warszawskiego, 13 sierpnia 1944, wieczorem u zbiegu Podwala i Kilińskiego (pomiędzy numerami 1 i 3) doszło do wybuchu niemieckiego pojazdu przeznaczonego do podkładania ładunków wybuchowych typu Borgward Sd.Kfz.301, który powstańcy zdobyli podczas odpierania ataku Niemców na barykadę na Podwalu. W wybuchu zginęło około 300 osób, zarówno powstańców, jak i cywilów, a wiele odniosło rany. Kontuzjowany został m.in. generał Tadeusz Bór-Komorowski, który znajdował się w tym czasie w pałacu Raczyńskich.
Po 1945 nie odbudowano budynków po parzystej stronie ulicy, odsłaniając mury obronne. 
W 1965 ulica jako założenie urbanistyczne została wpisana do rejestru zabytków.
Jest ulicą jednokierunkową.

## Ważniejsze obiekty
- Mury obronne Starego Miasta
- Pomnik Katyński
- Kamienica przy ul. Podwale 1
- Oficyny pałacu Branickich
- Cerkiew Świętej Trójcy
- Oficyny pałacu Młodziejowskiego
- Pomnik Jana Kilińskiego
- Rzeźba Oświęcim II
- Oficyna pałacu Raczyńskich
- Pomnik Małego Powstańca
- Dawny szpital św. Ducha
- Barbakan